# 小行星7062
小行星7062（英語：7062 Meslier）是一颗围绕太阳公转的小行星。1991年8月6日，艾瑞克·怀特·埃尔斯特在拉西拉天文台发现了此天体，其命名“Meslier”纪念了法国的让·梅叶。
这颗小行星的绝对星等为116.5948504323065等。